# Otto Bökle
Otto Bökle (Stoccarda, 17 febbraio 1912 – 16 agosto 1988) è stato un calciatore tedesco, di ruolo attaccante.